# Alcantarea
Alcantarea (лат.) — род растений семейства Бромелиевые (Bromeliaceae) подсемейства Tillandsioideae, естественно произрастающий на территории Бразилии.
Название рода дано в честь Педру ди Алкантара, второго императора Бразилии. Большинство видов представляют собой крупные растения, произрастающие на крутых скалистых горах и каменистых участках.

## Описание
Растения характеризуются крупными розетками и часто служат декоративными видами. Некоторые из них находятся под угрозой исчезновения из-за утраты среды обитания и чрезмерного сбора.
Род был выделен из Vriesea и рассматривается как его близкий родственник. Филогенетические исследования, показывают, что Alcantarea является монофилетической группой, в то время как Vriesea, включающий виды из восточной Бразилии, может быть парафилетическим.
Эволюция рода Alcantarea включает многократное появление раскидистых тычинок, что связано с адаптацией к опылению летучими мышами (хироптерофилия).

## Таксономия
Alcantarea (É.Morren ex Mez) Harms, первое упоминание в Notizbl. Bot. Gart. Berlin-Dahlem 10: 802 (1929).

### Виды
Подтвержденные виды в соответствии с данными сайта Plants of the World Online на 2024 год:
- Alcantarea abacta Versieux
- Alcantarea acuminatifolia Leme
- Alcantarea alegrensis D.R.Couto & Leme
- Alcantarea aurantiaca Versieux
- Alcantarea australiana Versieux & Smythe
- Alcantarea benzingii Leme
- Alcantarea brasiliana (L.B.Sm.) J.R.Grant
- Alcantarea burle-marxii (Leme) J.R.Grant
- Alcantarea cerosa Leme, A.P.Fontana & O.B.C.Ribeiro
- Alcantarea chimaera Versieux
- Alcantarea compacta Leme & O.B.C.Ribeiro
- Alcantarea delicata Versieux & Nahoum
- Alcantarea distractila Leme & C.C.Paula
- Alcantarea duarteana (L.B.Sm.) J.R.Grant
- Alcantarea extensa (L.B.Sm.) J.R.Grant
- Alcantarea farneyi (Martinelli & And.Costa) J.R.Grant
- Alcantarea forzzae Versieux
- Alcantarea galactea Coser & Versieux
- Alcantarea geniculata (Wawra) J.R.Grant
- Alcantarea glaucifolia Leme & L.Kollmann
- Alcantarea glaziouana (Lem.) Leme
- Alcantarea heloisae J.R.Grant
- Alcantarea imperialis (Carrière) Harms
- Alcantarea intermedia Versieux & Nahoum
- Alcantarea lanceopetala Leme
- Alcantarea lexeri Versieux
- Alcantarea longibracteata Leme & Fraga
- Alcantarea martinellii Versieux & Wand.
- Alcantarea nahoumii (Leme) J.R.Grant
- Alcantarea nana Leme
- Alcantarea nevaresii Leme
- Alcantarea nigripetala Leme & L.Kollmann
- Alcantarea occulta Leme
- Alcantarea odorata (Leme) J.R.Grant
- Alcantarea pataxoana Versieux
- Alcantarea patriae Versieux & Wand.
- Alcantarea recurvifolia Leme
- Alcantarea regina (Vell.) Harms
- Alcantarea roberto-kautskyi Leme
- Alcantarea simplicisticha Leme & A.P.Fontana
- Alcantarea tortuosa Versieux & Wand.
- Alcantarea trepida Versieux & Wand.
- Alcantarea turgida Versieux & Wand.
- Alcantarea vandenbergii Versieux
- Alcantarea vasconcelosiana Leme
- Alcantarea vinicolor (E.Pereira & Reitz) J.R.Grant